# Кармен-де-Ареко (округ)
Округ Кармен-де-Ареко (ісп. Carmen de Areco) — адміністративно-територіальна одиниця 2-ого рівня у провінції Буенос-Айрес в центральній Аргентині. Адміністративний центр округу — Кармен-де-Ареко (ісп. Carmen de Areco).
Населення округу становить 14692 особи (2010). Площа — 1080 кв. км.

## Історія
Округ заснований у 1812 році.

## Населення
У 2010 році населення становило 14692 особи. З них чоловіків — 7328, жінок — 7364.

## Політика
Округ належить до 2-ого виборчого сектору провінції Буенос-Айрес.